# Solozuviert

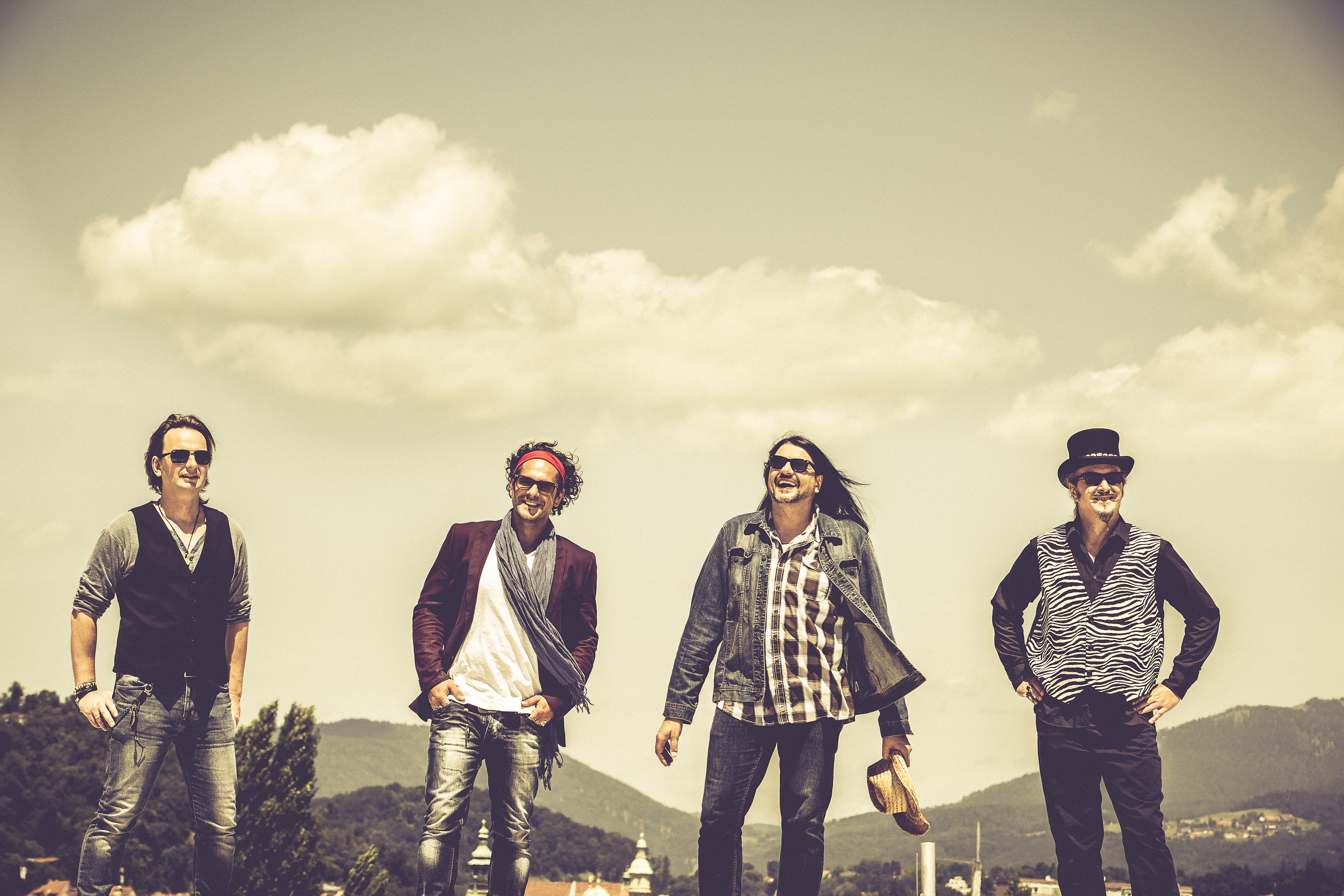
SOLOzuVIERT 2015

Solozuviert (Eigenschreibweise: SOLOzuVIERT) ist eine österreichische Band aus der Steiermark.
Chris Watzik, Horst Klimstein, Uwe Hölzl und Benji Hassler waren vor der Gründung von SOLOzuVIERT im Jahre 2009 als Sänger und Liedermacher in diversen Bands sowie als Solokünstler tätig. Die hauptsächlich mit akustischen Gitarren und mehrstimmigem Gesang vorgetragene Musik in österreichischer Mundart wird dem Genre des Austropop zugeordnet. SOLOzuVIERT selbst bezeichnen sich als Liedermacherband. 2020 fand die Band in dieser Form zu einem Ende.

## Geschichte
Die vier Mitglieder trafen sich erstmals im Jänner 2009, um einige Abende gemeinsam, aber dennoch als Einzelinterpreten zu gestalten. Der Untertitel des Programms, „Solo zu viert“, blieb als Bandname erhalten. Ende 2009 spielten die vier Musiker dann ihr erstes Konzert als Quartett unter dem Namen„SOLOzuVIERT“ im TPA Kronecenter in Graz. Von nun an traten die Mitglieder nur mehr gemeinsam auf. Bereits im Oktober des darauffolgenden Jahres veröffentlichte die Band ihr erstes Album mit dem Titel SOLOzuVIERT – Reserviert. Es folgten zahlreiche Konzerte, die 2012 zum nächsten, wichtigen Schritt in der Entwicklung der Band führten, der Aufnahme des Live-Albums Reserviert – Live 11/12. Im Frühjahr 2012 bekamen SOLOzuVIERT die Möglichkeit, ihr Live-Programm im ORF-Landesstudio Steiermark vor Publikum, mit Peter Karner an der Gitarre und Harry Pekar am Keyboard als Verstärkung, mitzuschneiden, und präsentierten diese Aufnahmen als CD im Juni 2012 am Grazer Stadtfest.

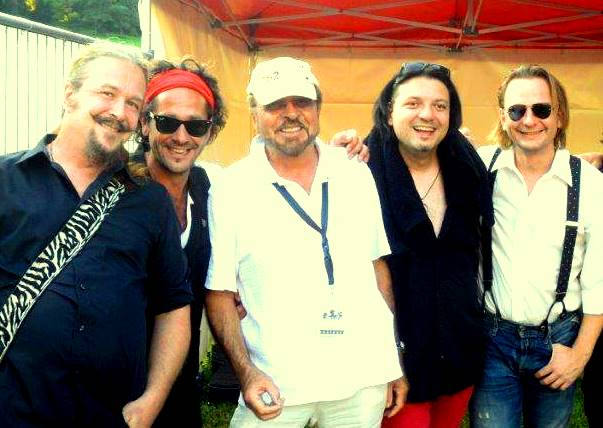
SOLOzuVIERT und Karl Scheibmaier

Dort stand ein weiterer Karriereschritt kurz bevor. Der Musikmanager Karl Scheibmaier, Entdecker österreichischer Musiker und Bands, wie S.T.S., Ludwig Hirsch und Rainhard Fendrich, sah den Auftritt der vier und nahm die Band unter Vertrag.
Im Herbst 2012 gingen SOLOzuVIERT mit Rainhard Fendrich, der EAV und den Die Seern auf eine Österreichtournee in den größten Hallen des Landes (Wiener Stadthalle, Salzburgarena, Olympiahalle Innsbruck, Stadthalle Graz etc.). Seit diesen Konzerten ist der Pianist Alexander Meister fester Bestandteil bei Live-Konzerten sowie bei Studioaufnahmen.
Im Frühjahr 2013 startete die Band die „Grüß Sie Gott, Austropop“-Tour, die durch ganz Österreich und erstmals auch nach Bayern führte.
Im Sommer 2013 unterschrieb die Band einen Plattenvertrag bei Sony Music Austria/Ariola und veröffentlichte im Frühjahr 2014 das Album 4 Immer auf dem neuen Label. Die Singleauskopplungen 4 Immer, Der schönste Sommer und Sinn schafften es auf Anhieb unter die Top drei der österreichischen Airplaycharts, wobei Der schönste Sommer für 2 Wochen Platz 1 erreichte. Die darauffolgende „4 Immer Tour“ erstreckte sich über ein gesamtes Jahr und führte durch Österreich und Deutschland.
Im November 2014 veröffentlichte die Band die Single Es ist Weihnachtszeit, die ebenfalls Platz eins der Airplaycharts erreichte.
2014 folgte eine weitere Tour durch Österreich (Extratour), etliche Open-Air-Festivals sowie einige Auftritte in Fernsehsendungen des ORF, des Bayerischen Rundfunks und bei vielen regionalen Sendern.
2015 trat die Band bei zahlreichen Open-Air-Konzerten in Deutschland und Österreich auf und wurde als Krönung erstmals zum größten deutschsprachigen Liedermacher-Festival „Songs an einem Sommerabend“ nach Bad Staffelstein eingeladen. Im Folgejahr nahmen sie am 30-jährigen Jubiläum des Festivals teil.
Im Oktober 2015 wurde die vierte CD mit dem Titel Guate Zeit veröffentlicht. Die Singles Nur mit Dir, Guate alte Zeit, Nachbarn und Das kannst mir glauben schafften es wieder für mehrere Wochen in die Top 10 der Airplaycharts und auf Youtube wurden die Videos von SOLOzuVIERT insgesamt mehr als 500.000 Mal angeklickt. Der Song Irgendwann erreichte bis jetzt 211.000 Klicks.
Von Oktober 2015 bis Juni 2016 folgte die bis dahin ausgedehnteste Konzerttour. Unter anderem spielte die Band vor ausverkauftem Haus im Juni 2016 auf der Schloßbergbühne Kasematten in Graz ihr bisher größtes Einzelkonzert. Es folgten weitere Festivals, der zweite Auftritt bei „Songs an einem Sommerabend“ sowie der Auftritt auf der Hauptbühne des Wiener Donauinselfestes.
2020 wurde das Ende der Band verkündet.
Chris Watzik setzte nach dem Ende von SOLOzuVIERT seine SOLO-Karriere fort. Mit Gemmas an veröffentlichte er 2021 sein zweites Solo-Album. Weiter initiierte er 2022 das Talk- und Musikformat CROSSTALK im ARTist’s Theater in Graz.
Ab 2021 setzten drei der vier bisherigen Mitglieder (Hassler, Hölzl, Klimstein) gemeinsam mit dem bisher bereits als Pianist involvierten Alexander Meister die Zusammenarbeit unter dem neuen Namen Der Meister und die Buben fort.

## Live-Tourneen
- 2009/2010/2011: Einsam-gemeinsam-Tour Österreich
- 2012: Best-of-Austria-Tour Österreich (gemeinsam mit Rainhard Fendrich, EAV, Die Seer)
- 2013: Grüß-Sie-Gott-Austropop-Tour Österreich, Deutschland
- 2014: 4-immer-Tour Österreich, Deutschland
- 2015: Extratour Österreich, Deutschland
- 2015/2016: Guate-Zeit-Tour Österreich, Deutschland
- 2017/2018/2019: Huach-zua-Tour Österreich, Deutschland
- 2019: 10-Jahre-Jubiläumstour Österreich, Deutschland
- 2020: Ende von Solo zu viert

## Diskografie

### Alben
- 2011: Reserviert (Hoanzl)
- 2012: Reserviert live 11/12 (Eigenverlag)
- 2014: 4 immer (Ariola)
- 2015: Guate Zeit (Ariola)
- 2017: Huach zua EP (Hoanzl)
- 2018: Huach zua (Album, Hoanzl)

### Singles (Radioauskoppelungen)
- 2010: Mit mir
- 2011: Irgendwann
- 2012: I was eh
- 2014: 4 immer
- 2014: Es ist Weihnachtszeit
- 2014: Der schönste Sommer
- 2014: Sinn
- 2015: Nur mit dir
- 2015: Guate alte Zeit
- 2016: Nachbarn
- 2016: Das kannst mir glauben
- 2017: Dass I dir sag
- 2017: Huach zua
- 2018: Des mit uns 2
- 2018: Wanns’ loved dann laft’s
- 2019: Stehts auf (SOLOzuVIERT, Konstantin Wecker; Ulli Bäer, Schiffkowitz-STS)